# Jeremy Welsh
Jeremy Welsh (* 30. April 1988 in Bayfield, Ontario) ist ein kanadischer Eishockeyspieler, der seit Dezember 2024 beim rumänischen Klub CSM Corona Brașov aus der Ersten Liga unter Vertrag steht und dort auf der Position des Centers spielt. Zuvor absolvierte Welsh unter anderem 162 Spiele für die Fischtown Pinguins Bremerhaven, Düsseldorfer EG, Grizzlys Wolfsburg und Krefeld Pinguine in der Deutschen Eishockey Liga (DEL). Des Weiteren bestritt er 27 Partien für die Carolina Hurricanes, Vancouver Canucks und St. Louis Blues in der National Hockey League (NHL).

## Karriere

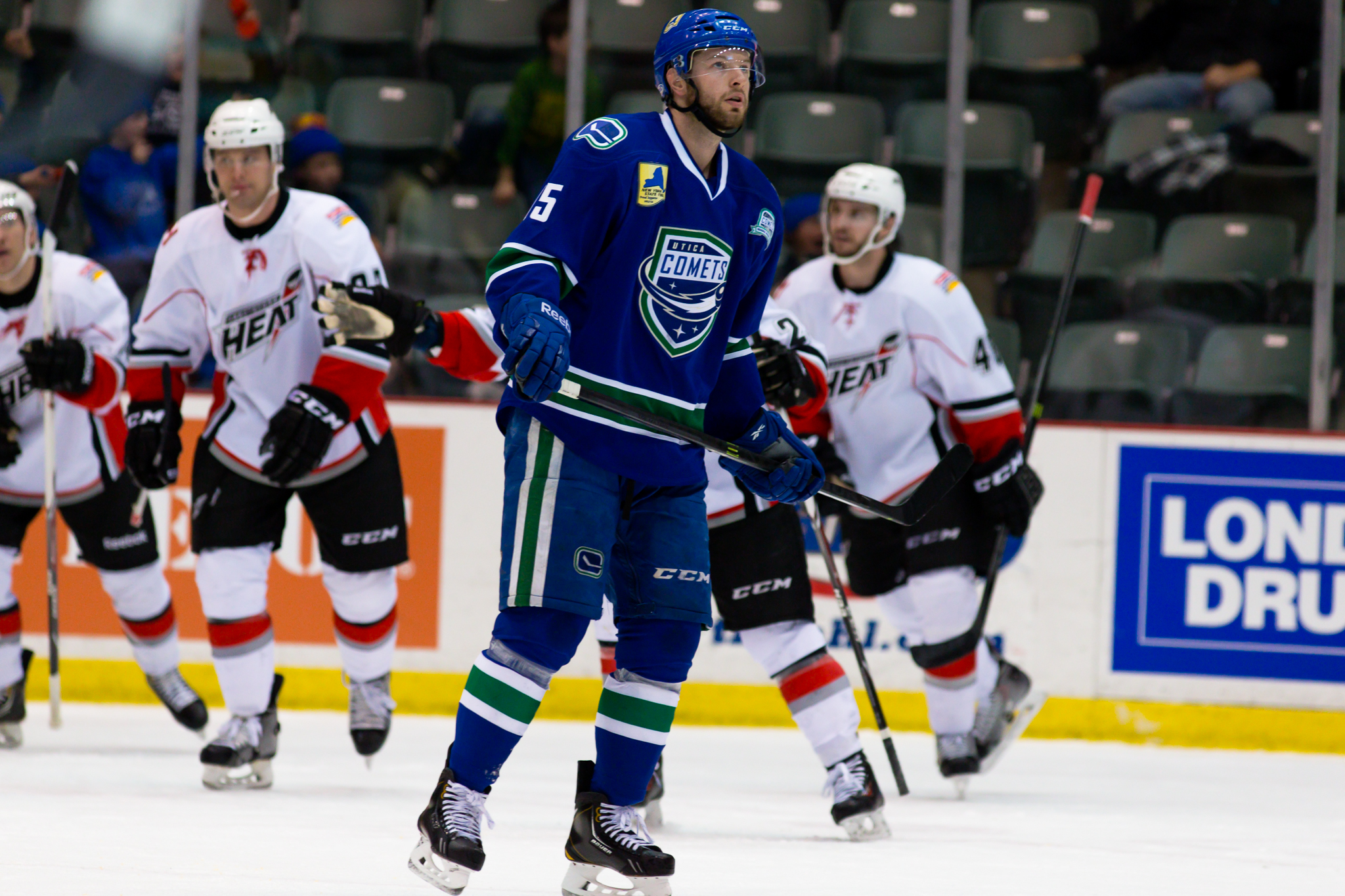
Welsh im Trikot der Utica Comets (2014)

Welsh verbrachte seine Juniorenzeit ausschließlich in unterklassigen Juniorenligen Kanadas, wo er unter anderem zwischen 2007 und 2009 für die Oakville Blades in der Ontario Junior Hockey League (OJHL) spielte. Anschließend besuchte der Stürmer bis zum Sommer 2012 das Union College, wo er parallel zu seinem Studium für die Universitätsmannschaft im Spielbetrieb der National Collegiate Athletic Association (NCAA), ehe er in den Profibereich wechselte.
Dort erhielt Welsh zunächst einen Vertrag bei den Carolina Hurricanes aus der National Hockey League (NHL), die ihn hauptsächlich bei den Charlotte Checkers in der American Hockey League (AHL) spielen ließen. Daraufhin folgte ein einjähriges Engagement bei den Vancouver Canucks, wo er vermehrt in der NHL zu Einsätzen kam, aber wiederum auch viel Zeit in der AHL bei den Utica Comets verbrachte. Zur Spielzeit 2014/15 wechselte der Angreifer in die Organisation der St. Louis Blues, die ihn in den folgenden zwei Jahren mit der Ausnahme von zwei Partien bei den Chicago Wolves in der AHL einsetzten.
Nach Auslauf des Vertrages wechselte der Kanadier im Herbst 2016 nach Europa, wo er sich den Fischtown Pinguins Bremerhaven aus der Deutschen Eishockey Liga (DEL) anschloss. Nach einem Jahr in Bremerhaven mit 33 Punkten in 42 Einsätzen wechselte Welsh im Mai 2017 innerhalb der Liga zur Düsseldorfer EG. Nach der Saison 2017/18 wurde sein Vertrag in Düsseldorf jedoch nicht verlängert. Nach einem kurzen Einsatz beim HC Dynamo Pardubice in der tschechischen Extraliga kehrte Welsh im Dezember 2018 zu den Grizzlys Wolfsburg in die DEL zurück. In der Saison 2019/20 spielte er für die Krefeld Pinguine ebenfalls in der DEL.
Nach über 160 absolvierten DEL-Partien in den vorangegangenen vier Jahren blieb Welsh über den Sommer 2020 und vor dem Hintergrund der COVID-19-Pandemie zunächst vereinslos. Erst im Januar 2021 fand er im polnischen Erstligisten KS Cracovia Kraków einen Arbeitgeber für den Rest der Spielzeit 2020/21. Mit dem Team wurde er schließlich Vizemeister und erhielt daraufhin ein Vertragsangebot der Nottingham Panthers aus der britischen Elite Ice Hockey League (EIHL). Der Angreifer verbrachte zwei Spieljahre bei den Panthers, in denen er über 100 Spiele bestritt. Im Oktober 2023 erfolgte der Wechsel zum rumänischen Verein HSC Csíkszereda, mit dem er am Spielbetrieb der Ersten Liga teilnahm. Trotz 40 Scorerpunkten in 36 Spielen der Ersten Liga und der nationalen Meisterschaft, erhielt Welsh im Sommer 2024 keinen neuen Vertrag. Erst im Dezember desselben Jahres sicherte sich Ligakonkurrent CSM Corona Brașov die Dienste des Kanadiers.

## Erfolge und Auszeichnungen
| - 2011 ECAC Third All-Star Team - 2012 Whitelaw-Cup-Gewinn mit dem Union College - 2012 ECAC All-Tournament MVP - 2012 ECAC All-Tournament Team | - 2012 ECAC Second All-Star Team - 2012 NCAA East Second All-American Team - 2021 Polnischer Vizemeister mit KS Cracovia Kraków |

## Karrierestatistik
Stand: Ende der Saison 2023/24
(Legende zur Spielerstatistik: Sp oder GP = absolvierte Spiele; T oder G = erzielte Tore; V oder A = erzielte Assists; Pkt oder Pts = erzielte Scorerpunkte; SM oder PIM = erhaltene Strafminuten; +/− = Plus/Minus-Bilanz; PP = erzielte Überzahltore; SH = erzielte Unterzahltore; GW = erzielte Siegtore; 1 Play-downs/Relegation; Kursiv: Statistik nicht vollständig)